# Satruper Stufe
Satrup-Stufe wird in Schleswig-Holstein die zwischen etwa -3700 bis -3500 datierte (3.) Stufe der jungsteinzeitlichen Trichterbecherkultur (TBK) genannt. Vorgängerin ist hier die Siggeneben-Stufe, Nachfolgerin die Fuchsberg-Stufe; etwa -3500 bis -3300.
Die Kultur ist durch rund- bis gradbodige breite Trichterbecher gekennzeichnet, die wiederum oftmals durch senkrechte Striche verziert sind. Unter dem Rand von Gefäßen finden sich manchmal Dreiecke, die durch Linien ausgefüllt sind. Steinwerkzeuge sind nicht häufig, jedoch kommen dünnnackige Beile vor.
Die Satruper Stufe ist nur von wenigen Fundorten (Südensee-Damm, Pöttmoor) bekannt. Es wird vermutet, dass sie vor allem mit der Rössener Kultur in Verbindung stand.